# Войн Попович
Войн Попович, известен като Войвода Вук (на сръбски: Војин Поповић или Vojin Popović), е сръбски военен, участник в Сръбската пропаганда в Македония и ръководител на четнически отряд в Първата световна война.

## Биография
Роден е в 1881 година в Сиеница, но скоро семейството му се мести в Крагуевац. Попович завършва военно училище и на 3 ноември 1901 година е произведен в подпоручик. В 1905 година заминава за Македония със сръбска чета. В Първата световна война Попович е начело на четнически отряд, който подпомага сръбската Дунавска дивизия. Като командир на Ядарския четнически отряд участва в Церската битка. По-късно е командир на доброволческия сръбски отряд на Солунския фронт, сражаващ се срещу български части.
Попович е убит от български войник на 22 ноември 1916 година при щурма на Грунищките височини на Каймакчалан. Погребан е в сръбското военно гробище в солунския парк Зейтинлъка. Негови паметници има на Топличен венец в Белград, дело на скулптора Джордже Йованович, както и в Ниш.
- Четата на Войн Попович.
- Отделението му в Прилеп, 1912 г.
- На Сива стена, 1916 г.
- Снимка на Попович от книгата Војвода Вук Поповић. Календар за просту годину 1927.   Београд, Издање Четничке оргазнизације „Петар Мркоњић“ у Осеку. Штампарија „Ђ. Јакшић“.